# عدم التوافق الجيني
يصف عدم التوافق الجيني العملية التي يؤدي من خلالها التزاوج إلى إنتاج ذرية غير قادرة على الحياة، أو عرضة للأمراض، أو معيبة وراثيًا بطريقة ما. في الطبيعة، لا تستطيع الحيوانات تحمل تخصيص موارد باهظة مقابل مكافأة صغيرة أو معدومة، وبالتالي، تطورت استراتيجيات التزاوج للسماح للإناث باختيار أو تحديد الشركاء الذين من المرجح أن يؤدوا إلى ذرية قابلة للحياة.
تعدد الأزواج، على سبيل المثال، عندما تتزاوج الأنثى مع اثنين أو أكثر من الذكور خلال فترة التقبل الجنسي، يقلل من فرصة أن يكون الشريك المفرد غير متوافق وراثيًا. إن كيفية تحديد الإناث للجينات المتوافقة قبل التزاوج ليست مفهومة تمامًا، ولكن اقترحت آليات مختلفة، مثل الفرمونات ومظهر الذكر و/أو سلوك المغازلة.
ويُعتقد أيضًا أن الانتقاء الجنسي يمكن أن يستمر بعد الجماع، وهو ما يسمى الاختيار الأنثوي الخفي، وقد سمي بهذا الاسم لأنه يحدث داخل الجسم ولا يمكن ملاحظته مباشرة. في هذا السيناريو، يمكن أن ترفض الأنثى الحيوانات المنوية الذكرية غير المتوافقة.
يمكن للعلماء هندسة عدم التوافق الجيني من أجل السيطرة على الآفات مثل البعوض وذباب الفاكهة.

## العقم
طرح مفهوم الاختيار الخفي للأنثى للمجتمع العلمي في أوائل التسعينيات، وهو مفهوم معقد ويقدم تفسيرًا جديدًا للعقم. ويُعتقد أن التأثيرات الجينية غير المضافة هي السبب الرئيسي للعزلة الإنجابية بين الأنواع. وقد خلصت دراسات حديثة إلى أنه بالمقارنة مع التأثيرات الوراثية المضافة، فإن التأثيرات الوراثية غير المضافة لها دور أكثر أهمية في الخصوبة وبقاء الجنين. ونتيجة لذلك، خلص بعض العلماء إلى أنه بدلًا من أن تكون جينات الأنثى وحدها أو جينات الذكر وحده هي السبب في عقم الزوجين، فإن ذلك نتيجة لعلاقة وتوافق جيناتهما. وبالتالي، فإن بعض الطرز الجينية الذكورية قد يكون لها معدل نجاح أعلى في الإخصاب مع بعض الطرز الوراثية الأنثوية أكثر من غيرها.
يمكن أن تؤدي بعض الأليلات التي تقترن معًا إلى فشل/عدم توافق إنجابي كامل نتيجة للتوافق التفاضلي بين المتغيرات المختلفة. هناك عامل آخر يساهم في عدم التوافق وهو يعتمد على الكربوهيدرات السطحية للأمشاج. أظهرت دراسات متعددة أن الاتصال الجسدي بين الحيوان المنوي والبويضة يمكن أن يسبب تفاعلًا كيميائيًا لدى الأنثى. يحدث هذا التفاعل عندما تتلامس البويضة مع الجليكانات السطحية غير المتوافقة ويمكن أن يؤثر على قدرة الحيوانات المنوية على الإخصاب عن طريق التسبب في تغييرات هيكلية في الجليكانات السطحية للحيوانات المنوية.

### ذباب الفاكهة
هناك العديد من العوامل الأخرى التي يمكن أن تساهم بالمثل في عدم توافق الأنماط الفردية للذكور والإناث داخل الجنين. على سبيل المثال، يحمل بعض ذكور ذبابة الفاكهة السوداء (ذبابة الفاكهة) أليلًا دافعًا يؤدي في المتوسط إلى إنتاج حيوانات منوية أقل قابلية للحياة بنسبة 50% من نظرائهم الذين ليسوا متغايري الزيجوت بالنسبة للأليل. لا يقتصر الأمر على أن نسل الذكور المتغايرين أقل قدرة على المنافسة من الناحية الوراثية فحسب، بل إذا كان كل من الذكر والأنثى متخالفين الزيجوت، فإن نسلهم سيكون إما غير قابل للحياة أو عقيمًا.

### سمك المريرة الوردية
أحد الأمثلة على كيفية تأثير الجينات غير المضافة غير المباشرة على الخصوبة يأتي من فريق من الباحثين الذين بحثوا في كيفية توظيف أنثى سمكة المريرة الوردية لاختيار الشريك ودور جين MHC في هذا القرار. بعد السماح للإناث والذكور بالتزاوج، قاموا بجمع الحمض النووي من جميع أسماك المريرة الوردية البالغة بالإضافة إلى ذريتهم. أظهرت البيانات أن الإناث كن أكثر عرضة لاختيار الذكور الذين كان جين التوافق النسيجي الكبير (MHC) الخاص بهم مختلفًا عن جيناتهم. النسل الذي جاء من زوج لديه جينات MHC مختلفة كان لديه معدلات بقاء أعلى. على الرغم من أن هؤلاء الباحثين لم يختبروا هذه النظرية، إلا أنهم توقعوا أنه ربما أثناء مغازلة الذكر، يبدد إشارات الرائحة من جين MHC الذي يساعد الأنثى في عملية اتخاذ القرار.

### الفئران
DDK هو النمط الظاهري القاتل في Mus Domesticus (الفئران المنزلية) الذي يؤدي إلى تشوهات في النمو وفي نهاية المطاف تدهور الجنين عندما تتزاوج الإناث ذات النمط الظاهري مع الذكور الذين يحملون سلالات داخلية أخرى. وقد اكتشف العلماء أن التعبير عن عدم التوافق داخل الجنين يعتمد على الأليل الأبوي لمتلازمة DDK. إذا كان الأليل الأبوي متوافقًا، ما يعني أن الذكر لا يحمل سلالة فطرية (على سبيل المثال أنثى DDK × ذكر غير DDK)، فإن الجنين سوف يبقى على قيد الحياة. لكن إذا كان الذكر يحمل الأليل غير المتوافق، فلن يبقى الجنين على قيد الحياة.